# جوزدار (جمع أبرود)
جوزدار (بالفارسية: جوزدار) هي قرية تقع في إيران في قسم جمع أبرود الريفي. يقدر عدد سكانها بـ 30 نسمة .